# 죽장검
"죽장검"은 1974년 공개된 대한민국의 영화이다.

## 배역
- 김희라
- 명희
- 이순재